# Жовтинська сільська рада
Жо́втинська сільська рада (рос. Жёлтинский сельский совет) — сільське поселення у складі Сарактаського району Оренбурзької області Росії.
Адміністративний центр — село Жовте.

## Населення
Населення — 1973 особи (2019; 2208 в 2010, 2587 у 2002).

## Склад
До складу сільської ради входять:
| Населений пункт          | Населення, осіб (2002) | Населення, осіб (2010) |
| ------------------------ | ---------------------- | ---------------------- |
| Верхня Чорнорічка, хутір | 87                     | 65                     |
| Жовта, селище            | 460                    | 416                    |
| Жовте, село              | 930                    | 777                    |
| Кондуровка, село         | 283                    | 255                    |
| Кондуровка, селище       | 31                     | 26                     |
| Новогафарово, село       | 268                    | 253                    |
| Новоніколєвка, село      | 27                     | 19                     |
| Рискулово, село          | 143                    | 120                    |
| Саперка, хутір           | 2                      | 1                      |
| Султанбаєво, хутір       | 16                     | 15                     |
| Сунарчі, село            | 340                    | 261                    |